# Toxoplasmos
Toxoplasmos är en infektionssjukdom som kan drabba både djur (främst tamfår) och människor. Sjukdomen slår mot foster hos dräktiga djur och även mot havande kvinnor. Sjukdomen kallas även kattsmittan eftersom katter har en central roll i smittspridningen.

## Toxoplasmos bland djur

### Spridning
Sjukdomen orsakas av parasiten Toxoplasma gondii som sprids till fåret via fodret. Detta kan ske om en katt lämnar sin avföring i fodret, eller i hagen där fåret betar. Katten är i sin tur smittad av smågnagare som den äter och som är mellanvärd för parasiten. Toxoplasma-ägg utsöndras via kattens avföring endast 1-2 veckor efter att katten blivit smittad, sen blir katten oftast immun och kommer aldrig mer att utsöndra ägg. Dock blir en del av katterna latenta bärare av parasiten, och reaktivering av infektionen med utsöndring av ägg kan ske vid situationer där kattens immunförsvar är försvagat, så som vid sammanfallande infektion av annan sjukdom, runt förlossning eller vid behandling med kortikosteroider.

### Sjukdomsförlopp
Det vanligaste är att djur som får i sig Toxoplasma gondii inte drabbas av några symtom. Men symtomen mild feber, hängighet och svullna halslymfknutor förekommer. Individer med nedsatt immunförsvar kan få svårare symptom.
Det finns två sätt att bli smittad, antingen genom att djuret får i sig ägg från kattavföring, eller genom att äta rått kött som är smittat. När parasiten når tarmen penetrerar den tarmväggen och tar sig ut i blodomloppet. Därifrån kan den sprida sig till olika vävnader där den börjar föröka sig asexuellt. Oftast klarar immunförsvaret här av att hindra parasiten från vidare spridning i kroppen, och kvar blir så kallade bradyzoiter, cystor som innehåller tusentals organismer. Immunförsvaret håller cystan i schack. Vid nedsatt immunförsvar kan parasiten ta sig vidare till vitala organ såsom hjärtmuskulatur, lever och hjärna och i så fall orsaka allvarlig sjukdom.
Smittan kan också drabba foster hos dräktiga djur. Sjukdomen slår olika hårt beroende på när under dräktigheten som djuret drabbas. Om det sker tidigt under dräktigheten kan fostret resorberas, det vill säga lösas upp och tas upp av livmodern. Sker det senare kan fostret mumifieras och antingen spontanaborteras (kastas) eller födas fram på vanligt sätt. Det sker även att fullgångna lamm dödföds eller rentav föds levande, men då mycket svaga. Man kan ibland se typiska vita fläckar i moderkakan hos drabbade får. Tackor som drabbas blir immuna och kan användas för fortsatt avel.

### Förebyggande
Om katter finns i närheten av fårbesättningen kan spridningsrisken minskas genom att antalet yngre katter hålls nere. Man kan också se till att katterna har möjlighet att lägga sin avföring på andra ställen, till exempel genom en sandlåda eller liknande. Om det finns möjlighet bör man täcka över fodret så att varken katter eller insekter kommer åt det, då flugor som lever på avföring mekaniskt kan föra ägg vidare.

## Toxoplasmos hos människor
Toxoplasmos är en zoonotisk sjukdom, vilket innebär att den kan spridas från djur till människa. Världshälsoorganisationen (WHO) har uppskattat att minst 30 procent av jordens befolkning är bärare av parasiten (2022). Enligt Stockholms universitet finns indikationer på att 15–20 procent av Sveriges befolkning bär på parasiten (2022), och många utan vetskap om det.
En smittad gravid person kan infektera fostret, i övrigt sprids inte parasiten från människa till människa. De flesta som drabbas är symptomfria, men det förekommer influensaliknande symptom som feber, muskelvärk och övergående lymfkörtelförstoring. Sjukdomen kan dock vara latent under hela livet, vilket medför att symptom kan uppstå senare i livet om immunförsvaret blir nedsatt.
Människor smittas vanligtvis på två olika sätt, antingen via föda eller via kattens avföring. Det vanligaste är genom att förtära råvaror som kontaminerats eller otillräckligt upphettat kött. Smitta via kattavföring sker efter direktkontakt med avföringen, exempelvis vid städning av kattlåda.
Foster hos gravida kvinnor som smittas för första gången kan drabbas av toxoplasmos. Det kan resultera i hjärnskador hos fostret. Ett infekterat barn kan även vara symptomfritt men drabbas av synnedsättning senare i livet. Oftast är det asymtomatiskt för den gravida, men hos 10 % av fallen kan det leda till abort, dödfödsel eller skador på centrala nervsystemet.
Folkhälsomyndigheten i Sverige avråder gravida från att äta rått kött och att städa kattlådor. Gravida kvinnor bör vara extra noga vid hantering av katter och skall inte arbeta med förlossningsarbete hos får.
Läkemedel för att behandla infektionen finns, men ges främst till gravida, nyfödda barn och personer med nedsatt immunförsvar.
Parasiten dör efter djupfrysning i tre dygn vid minst −20 °C.

## Toxoplasmos i populärkultur
I filmen Trainspotting dör rollfiguren Tommy MacKenzie av toxoplasmos.